# Phtheochroa undulata
Phtheochroa undulata es una especie de polilla de la familia Tortricidae. 

## Distribución
Se encuentra las montañas Macizo de Altái de Asia Central.